# Jean Bérain père
Pour les articles homonymes, voir Jean Bérain.
Jean Bérain père est un peintre, aquarelliste, dessinateur, graveur, ornemaniste et décorateur de théâtre français né à Saint-Mihiel (Meuse), le 4 juin 1640, et mort à Paris le 24 janvier 1711.

## Biographie
Fils d'un arquebusier lorrain, après avoir étudié avec Charles Le Brun, il obtient de Louis XIV le 18 décembre 1674 le brevet de « dessinateur de la Chambre et du Cabinet du Roi en considération de l'expérience qu'il s'est acquise dans la perspective et les autres parties de la peinture »,. Cette charge était devenue vacante depuis la mort d'Henri de Gissey, le 4 février 1673. Cette charge oblige Jean Bérain à composer et exécuter « toutes sortes de dessins, perspectives, figures et habits qu'il conviendroit faire pour les comédies, ballets, courses de bagues et carrousels ». Progressivement, son domaine d'intervention s'accroît et il obtient une partie des attributions qu'avait eues Charles Le Brun pour la décoration extérieure des vaisseaux du roi. En 1677, il obtient la charge de « dessinateur des jardins » aux gages de 100 livres par an. 
Ses créations très variées comprennent des décors d’opéras, de fêtes et de pompes funèbres, des habits, des pièces d’orfèvrerie et d’arquebusiers, des modèles de lambris et de plafonds, des meubles, des perspectives de jardins, de carrousels, des décorations pour les poupes ou les proues de vaisseaux royaux. 
Il influence les créations de l'ébéniste André-Charles Boulle, qui connaît la faveur royale et reçoit un appartement au Louvre à la même époque que lui.
Il dessine les maquettes de costume pour les pièces de théâtre et opéras, dont Médée de Marc-Antoine Charpentier (1693) et ceux de Jean-Baptiste Lully, représentés à la cour et devient le décorateur officiel de l'Académie royale de musique en 1680, succédant à Carlo Vigarani. Il joue un rôle important dans l'histoire du costume de ballet. 
Il est l'auteur des cartons de nombreuses tapisseries pour la Manufacture de Beauvais comme pour celle des Gobelins.
Il s'est marié en 1673 avec Louise-Marie Drouault ou Marie-Louis De Rouault d'après les actes consultés par Auguste Jal, parfois écrite Louise Rauhaut. De ce mariage sont nés six enfants, trois fils et trois filles. Le premier né est Jean Bérain fils, en 1674 d'après les déclarations faites par Jean Bérain père et fils le jour de son mariage si elles sont exactes. Le deuxième enfant est Catherine, née le 15 août 1675, baptisée le 18, ayant pour marraine Catherine Duchemin, femme de François Girardon, décédée aux galeries du Louvre le 21 septembre 1699. Le troisième enfant est Pierre-Martin, né le 11 novembre 1677, baptisé le 14, avec pour parrain Pierre Beauchamp, un des violons du roi et compositeur de ballets. En 1699, il est clerc du diocèse de Paris et chanoine de Laon et de Saint-Quentin. Le quatrième enfant est Marguerite-Louise, née le 10 novembre 1678 dont la marraine a été Catherine Le Hongre, fille du sculpteur Étienne Le Hongre. Le dernier enfant a été Louise, née vers 1682, mariée à Jacques Thuret, horloger du roi.
Le 19 octobre 1677, sur proposition de Colbert, il a obtenu un brevet de logement aux galeries du Louvre par le roi. Le 11 décembre 1691, il a pris « au-dessous de la grande galerie du Louvre, l'appartement devenu vacant par la mort d'Israël Silvestre » et il a rendu l'appartement qu'il occupait depuis 1677..
Veuf de Louise Rauhaut, il meurt dans son appartement aux galeries du Louvre et est inhumé à Paris en l'église Saint-Germain-l'Auxerrois.
Son fils, Jean Bérain, continuera son œuvre.

## Le style Bérain

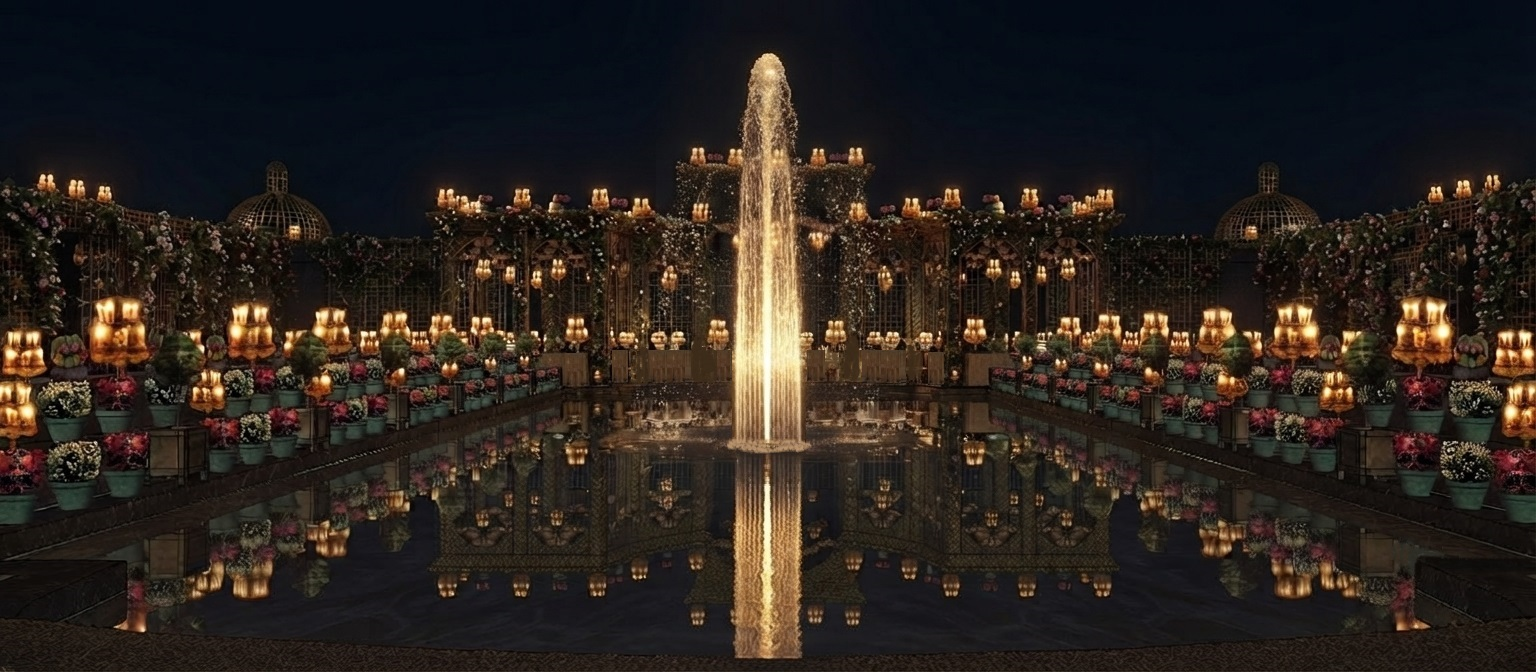
Restitution du banquet de la fête de juillet 1685 au château de Sceaux, décor réalisé par Jean Bérain

Jean Bérain père a marqué un renouvellement de l'art grotesque, en allégeant le style floral chargé d’acanthes propre de la Renaissance, hérité de Charles Le Brun, et en anticipant le rococo. 
Dans toutes ses œuvres, qui touchent à la plus grande partie des arts décoratifs, on trouve une unité d'inspiration qui justifie le terme de « style Bérain ». Ce style influencera l'Europe entière  : il sera exporté par le décorateur Daniel Marot en Angleterre et en Hollande, et par Paul Decker en Allemagne .
Ce style est caractérisé par l'utilisation du thème des grotesques cher au XVIe siècle et à l'École de Fontainebleau, traité de façon très personnelle, et par un goût marqué pour les grandes architectures classiques. Les compositions sont toujours centrées, encadrées de portiques ou de lambrequins, ornées de façon symétrique de volutes et peuplées de petits personnages fantastiques. Il fait usage de l'aquarelle, et ses dessins présentent une grande délicatesse de trait.
Le style Bérain, célèbre pour ses arabesques, fut adopté pour la décoration des majoliques de Rouen, ainsi que de Marseille, et influença les manufactures espagnoles et italiennes (céramiques de Lodi et de Turin).
Pendant toute la première moitié du XVIIIe siècle, le décor « à la Bérain », le plus souvent en camaïeu bleu, est typique des faïences de Moustiers. Autour d'un sujet central, généralement un personnage mythologique, s'articule un réseau d'arabesques parfaitement symétrique, enrichi d'éléments architecturaux, de cariatides, de bustes et de chimères.

## Galerie

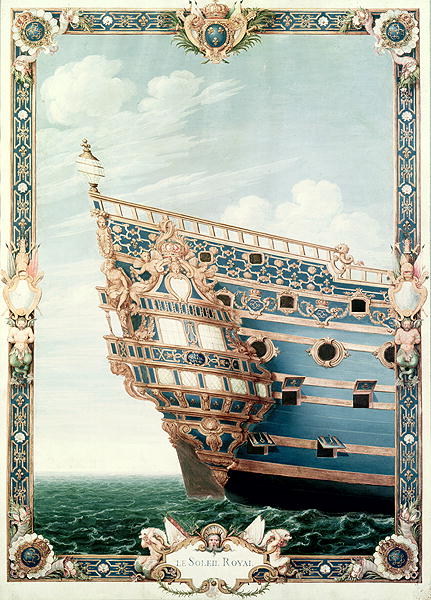
Poupe du vaisseau Soleil Royal, 1670.
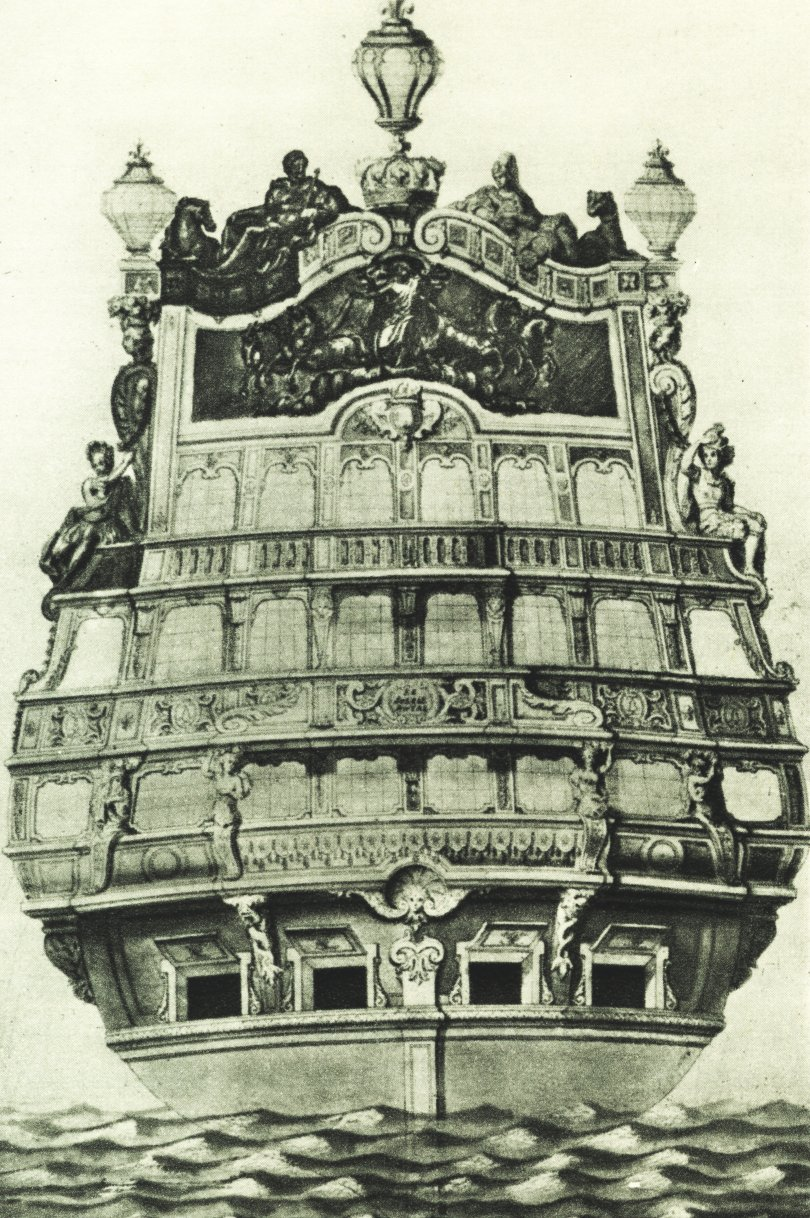
Poupe du vaisseau Soleil Royal, 1670.
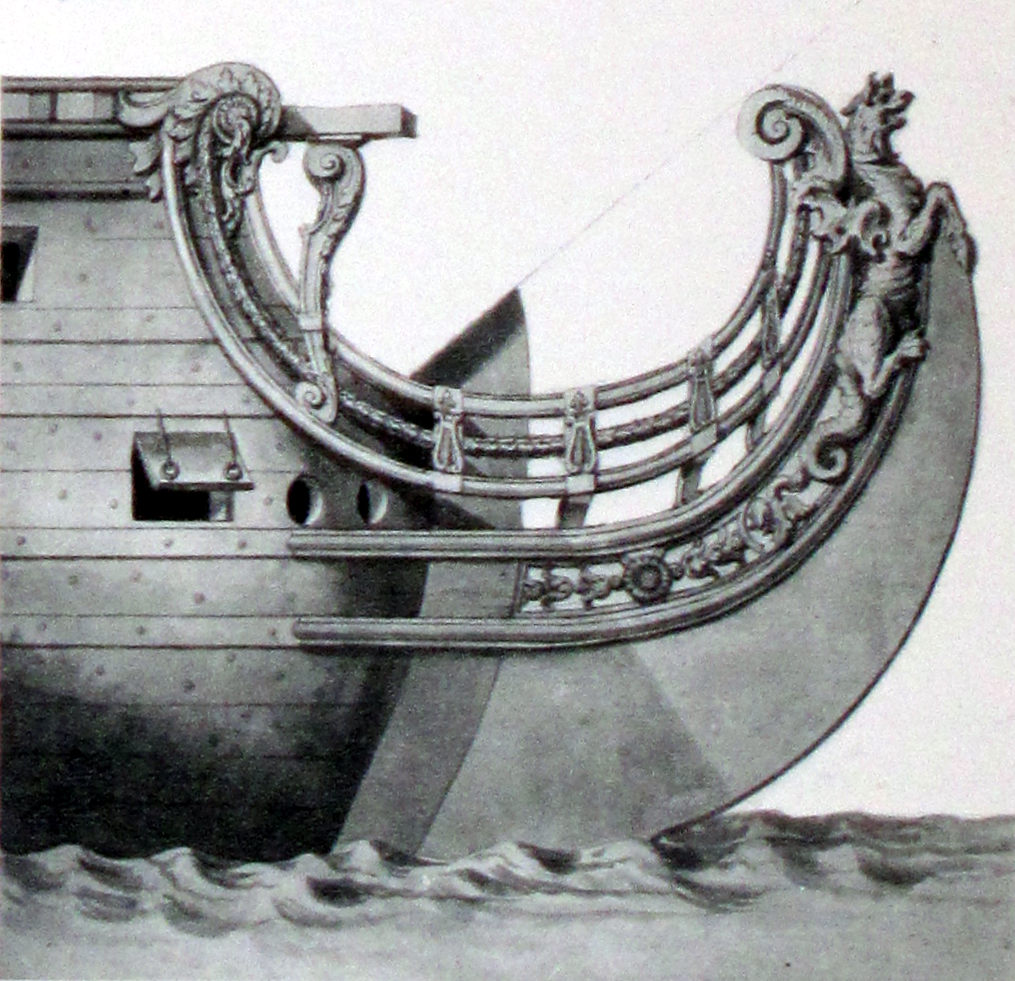
Vaisseau Apollon.
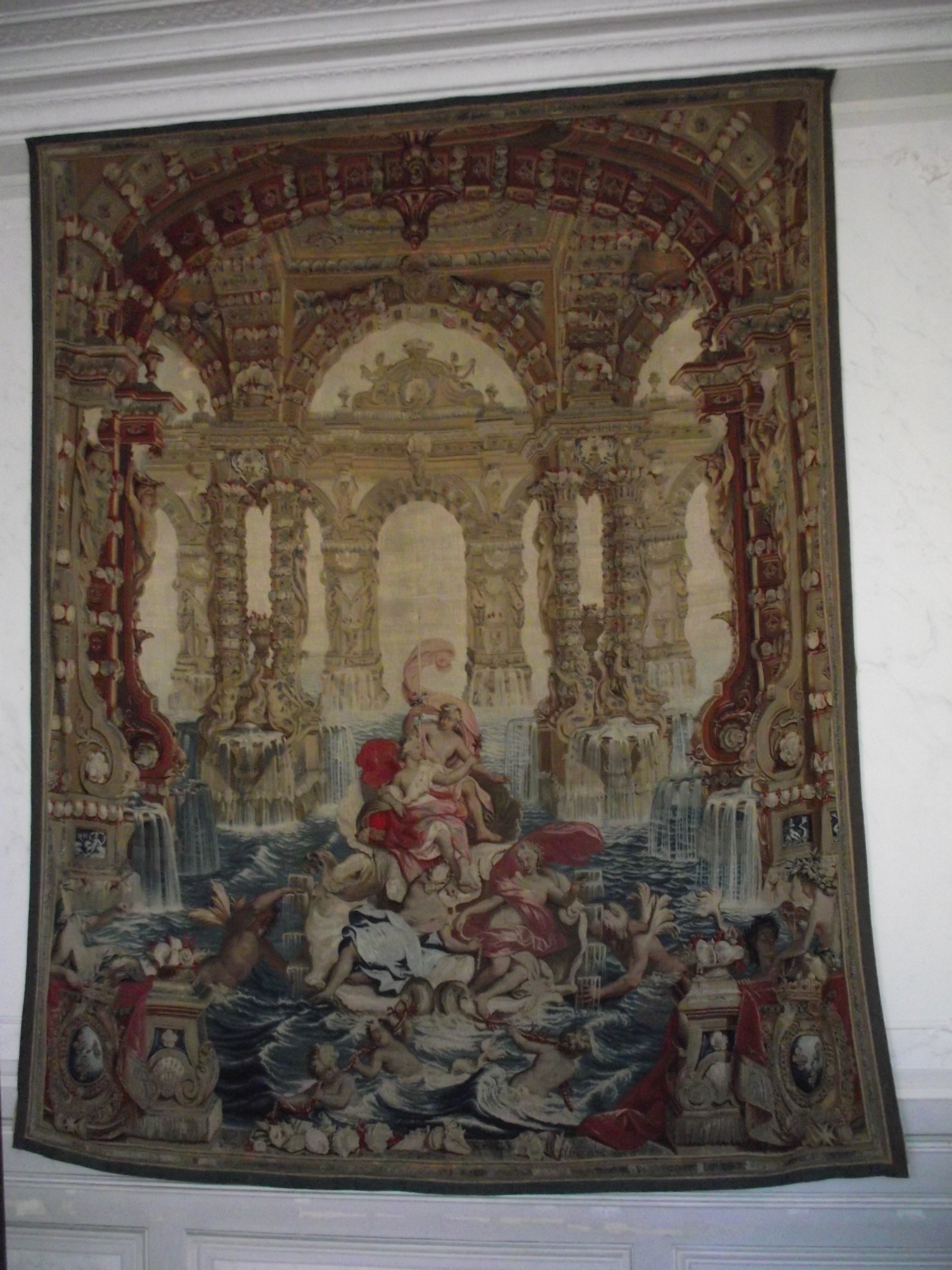
Les Triomphes marins (1698), tapisserie de Beauvais.
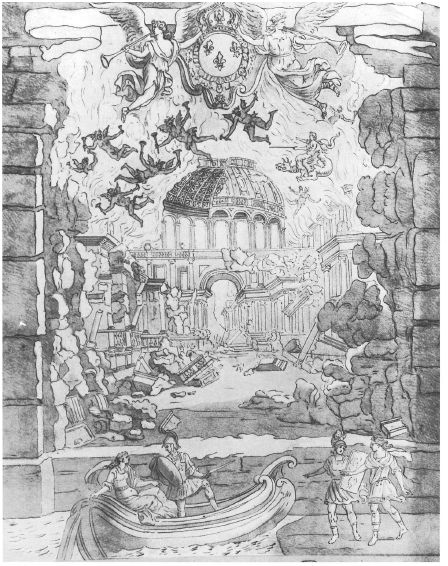
Dessin pour Armide (1686) de Lully.
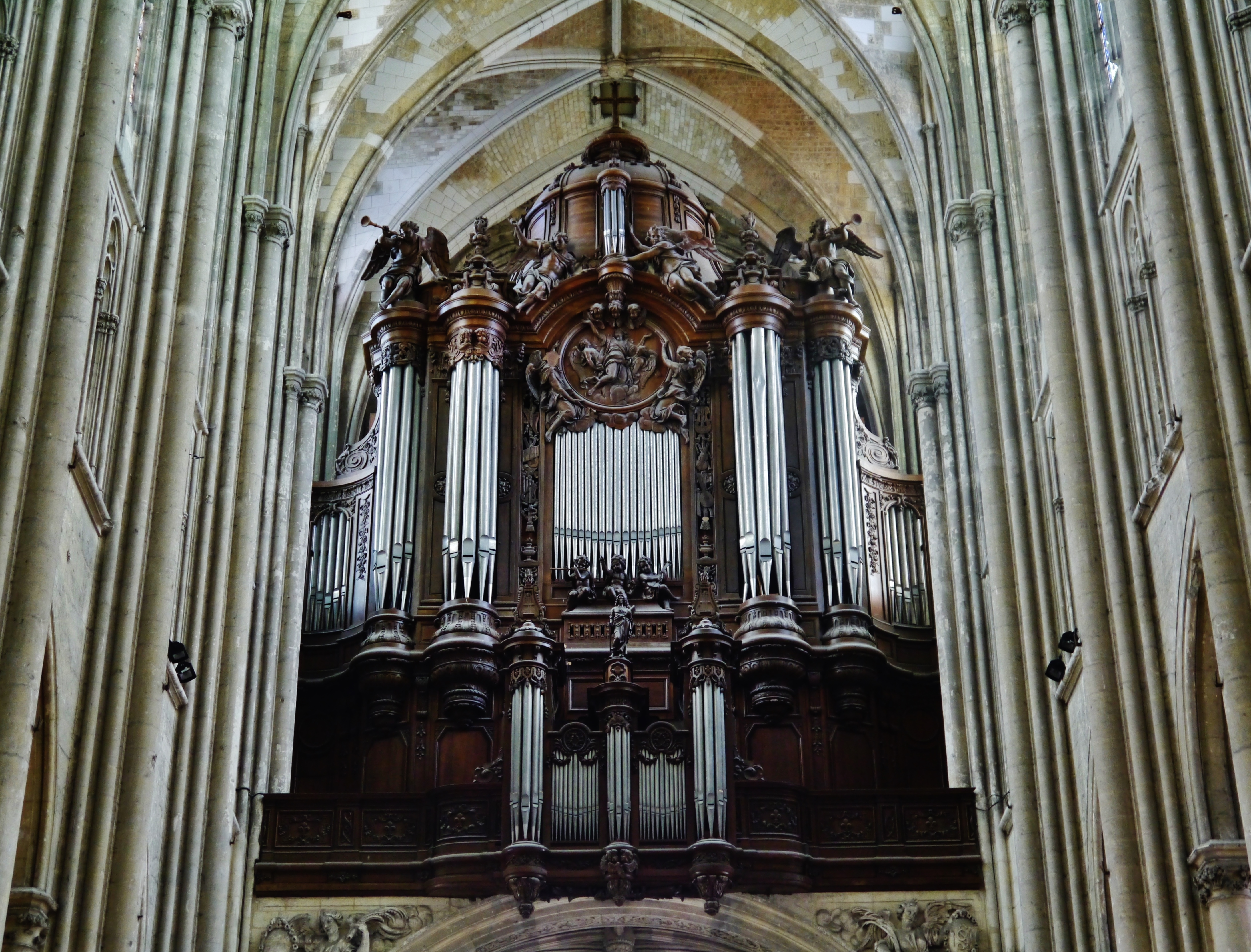
Buffet de l'orgue de tribune de la basilique de Saint-Quentin (1689) à Saint-Quentin (Aisne).
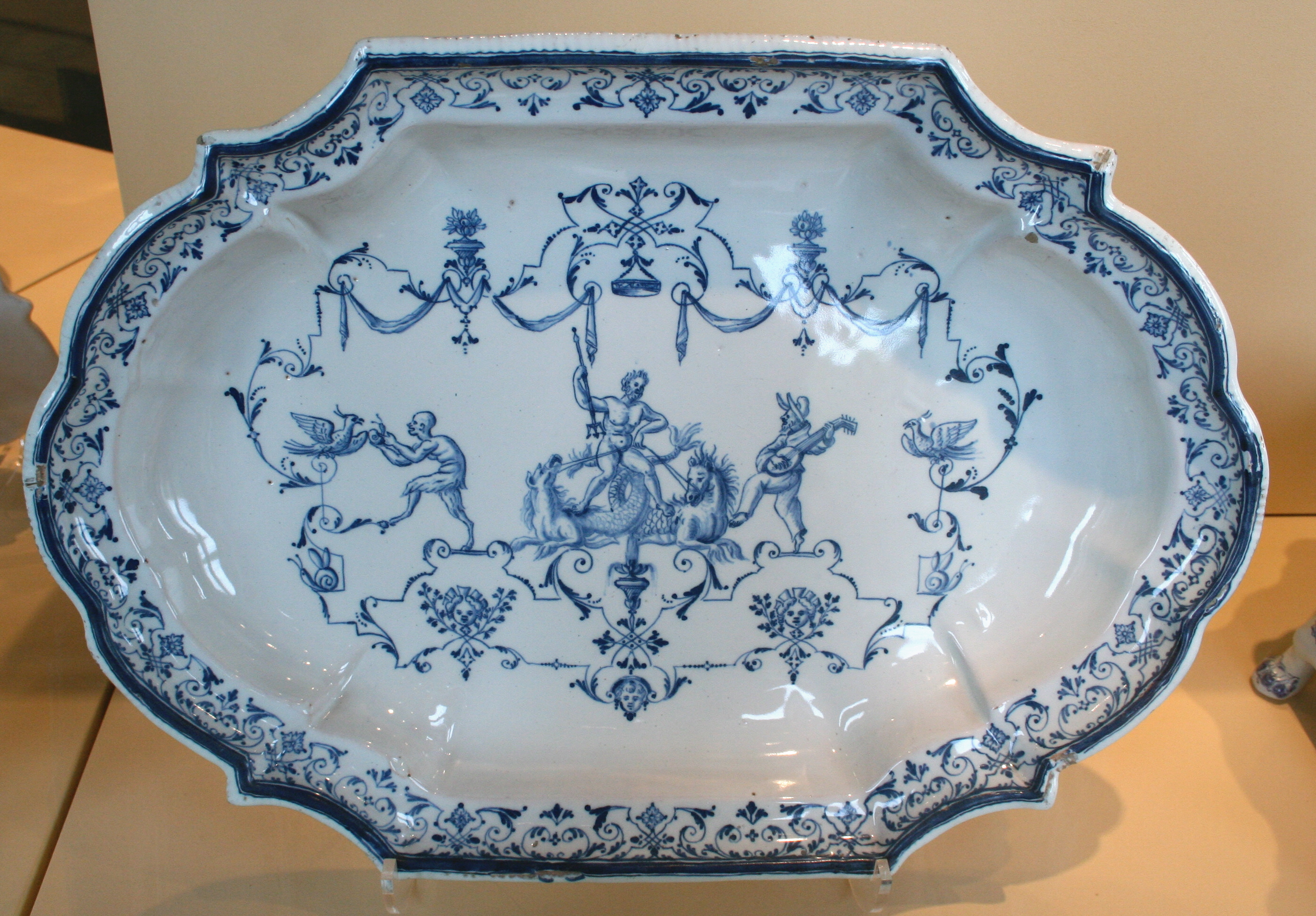
Faïence de Moustiers. Décor « à la Bérain ».
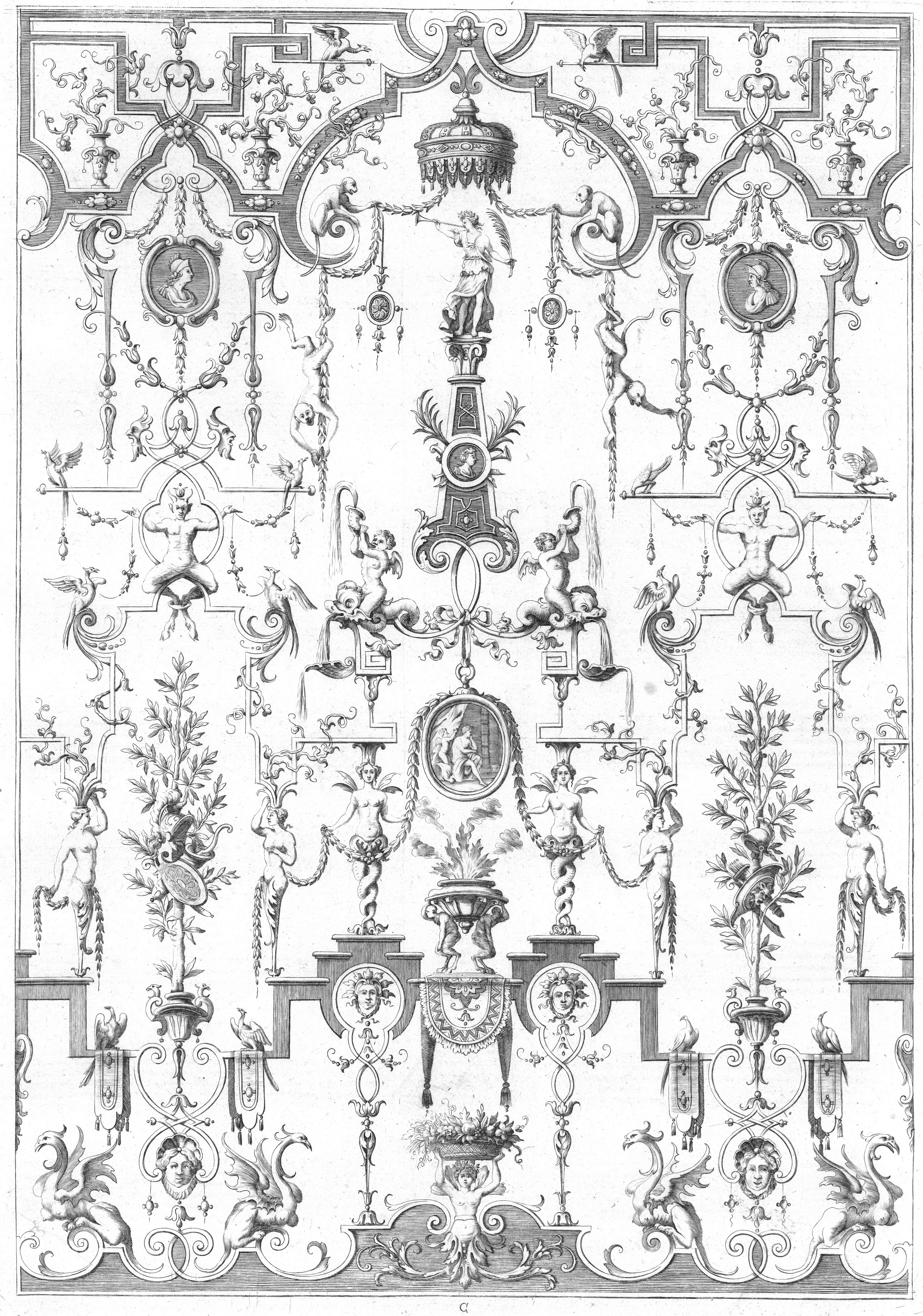
Gravure aux grotesques.
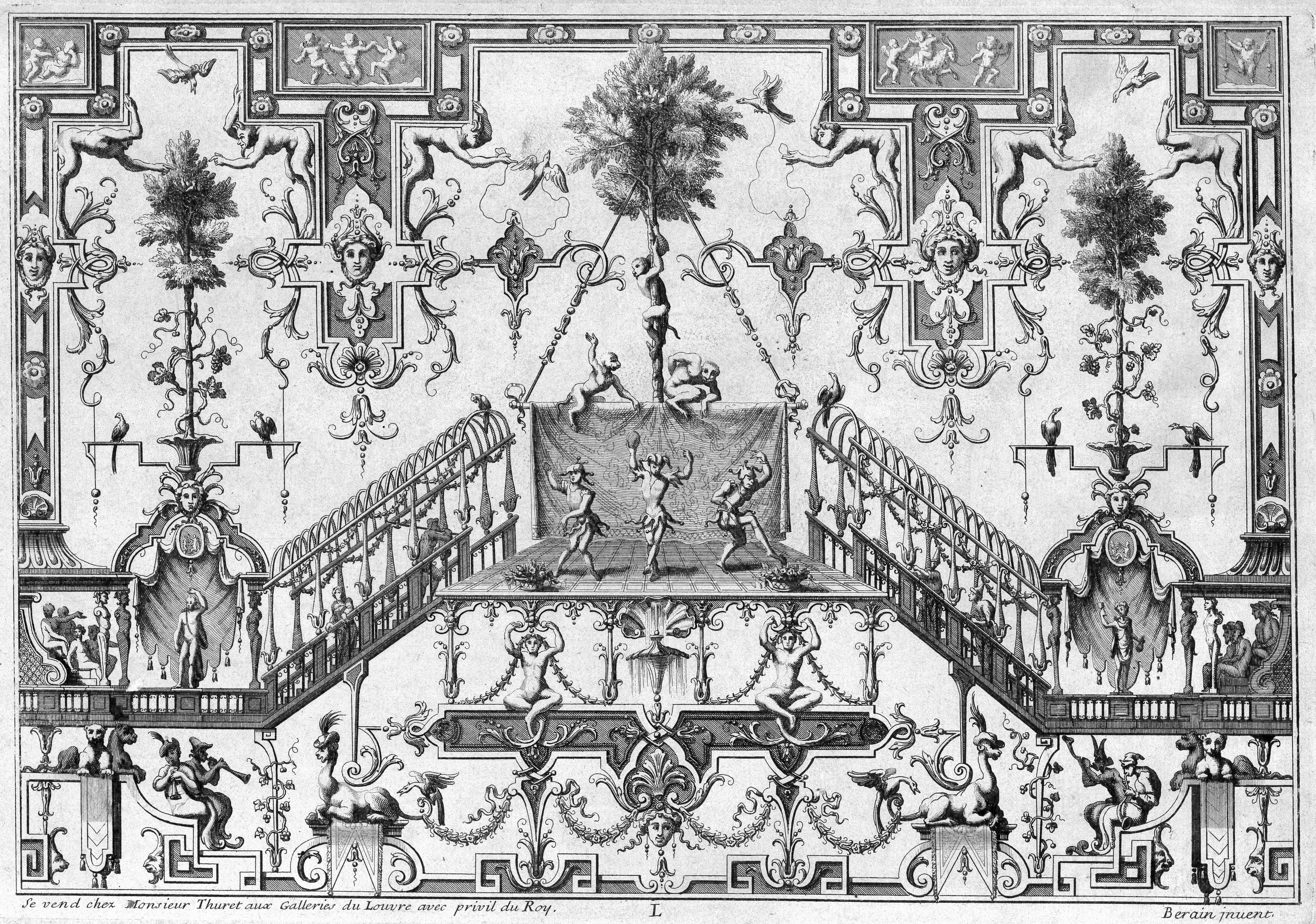
Gravure aux grotesques.
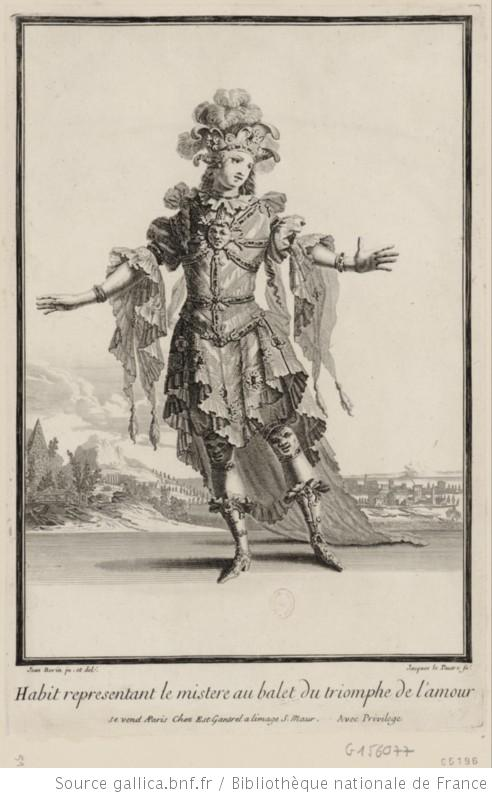
Maquette pour le ballet Le Triomphe de l'Amour.
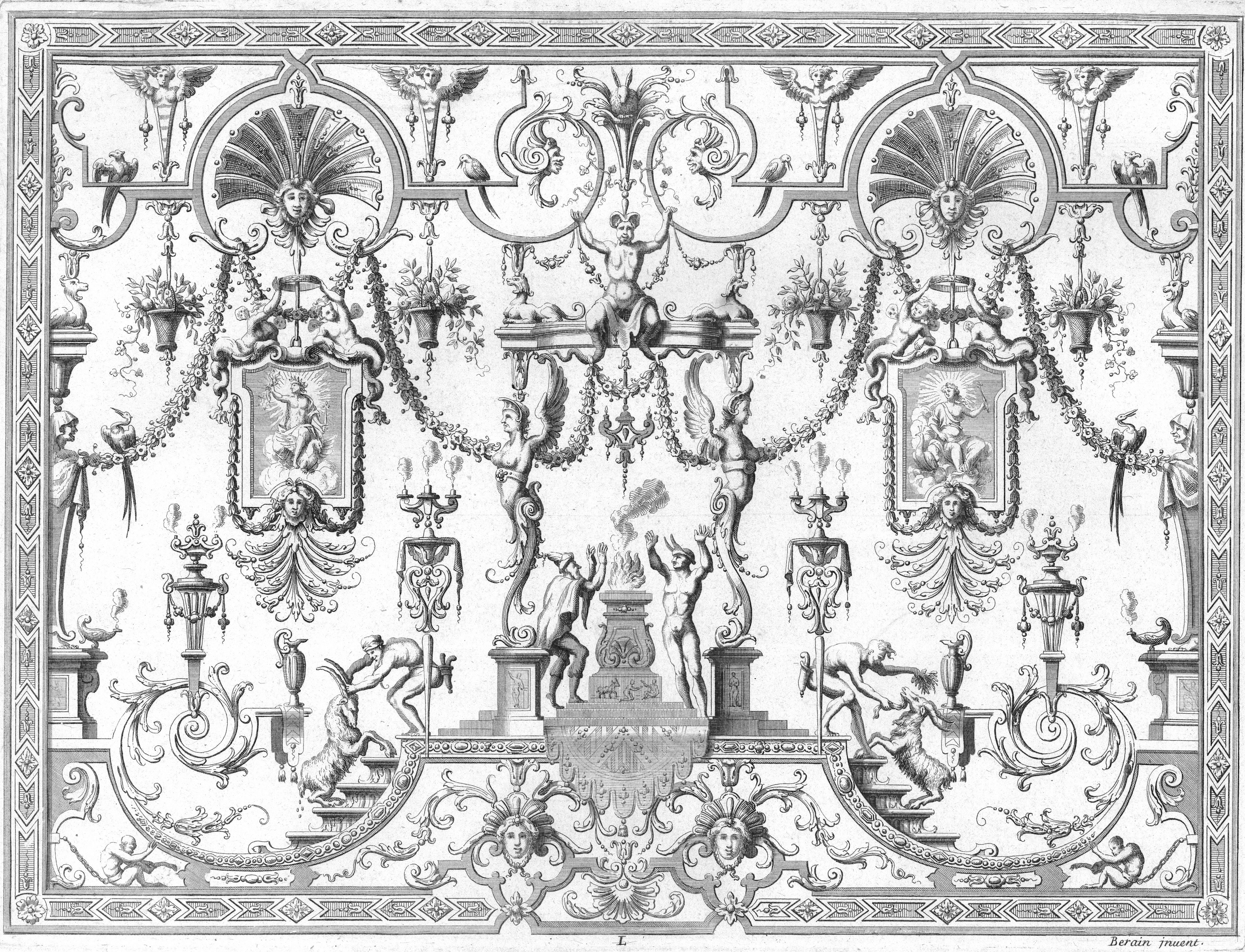
Gravure aux grotesques.
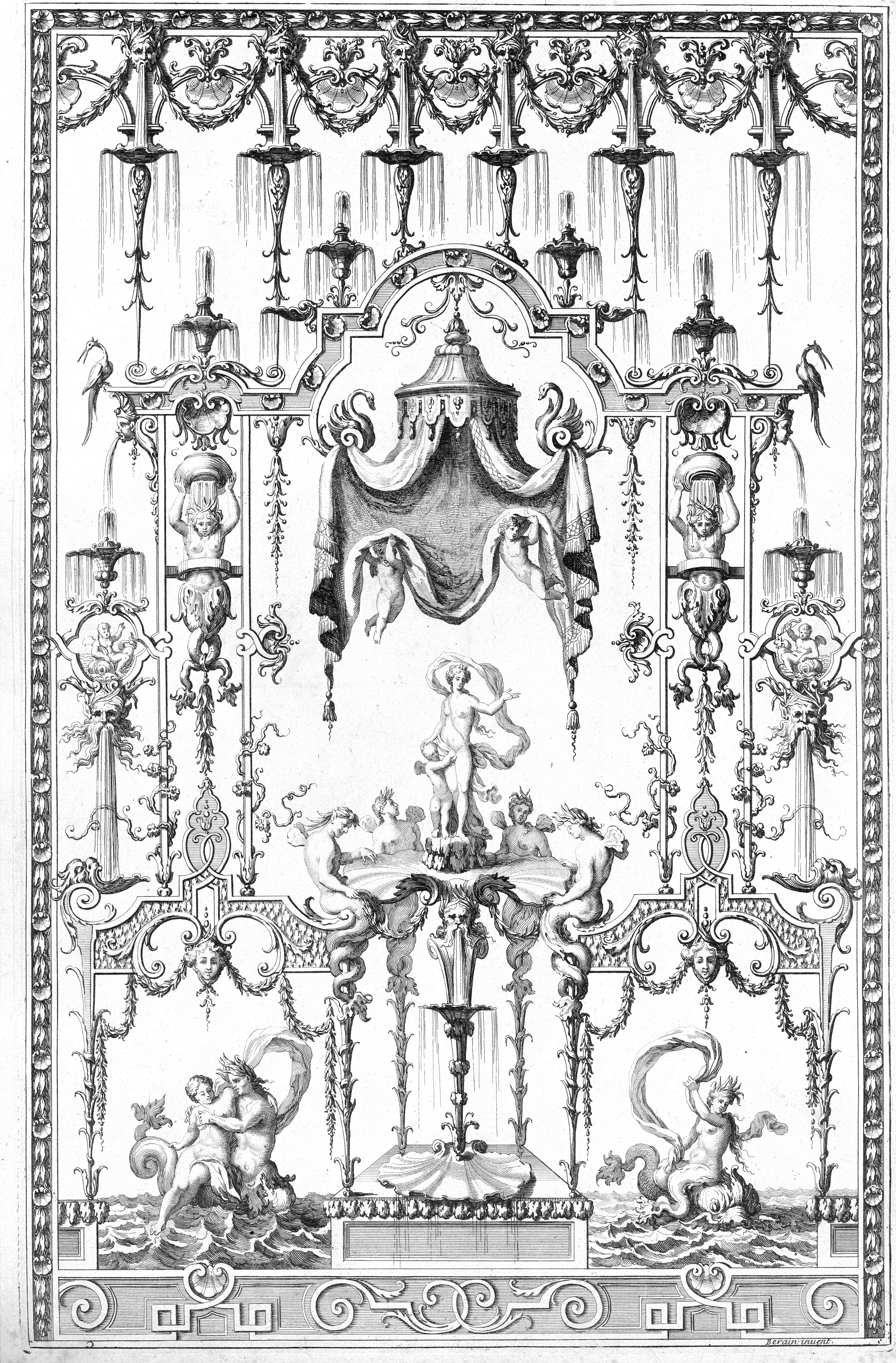
Gravure aux grotesques.